# Coprophanaeus rigoutorum
Coprophanaeus rigoutorum es una especie de escarabajo del género Coprophanaeus, familia Scarabaeidae. Fue descrita científicamente por Arnaud en 2002.
Se distribuye por Paraguay, en el departamento de San Pedro. Mide aproximadamente 19-30 milímetros de longitud.